# YOSO
YOSO（ヨウソウ、Yoso、元は「AKA」と呼ばれていた）は、イエス（トニー・ケイとビリー・シャーウッド）とTOTO（ボビー・キンボール）の元メンバーを組み合わせた、短命のアメリカン・ロック・スーパーグループ。サーカからのスピンオフ・バンドである。

## 略歴

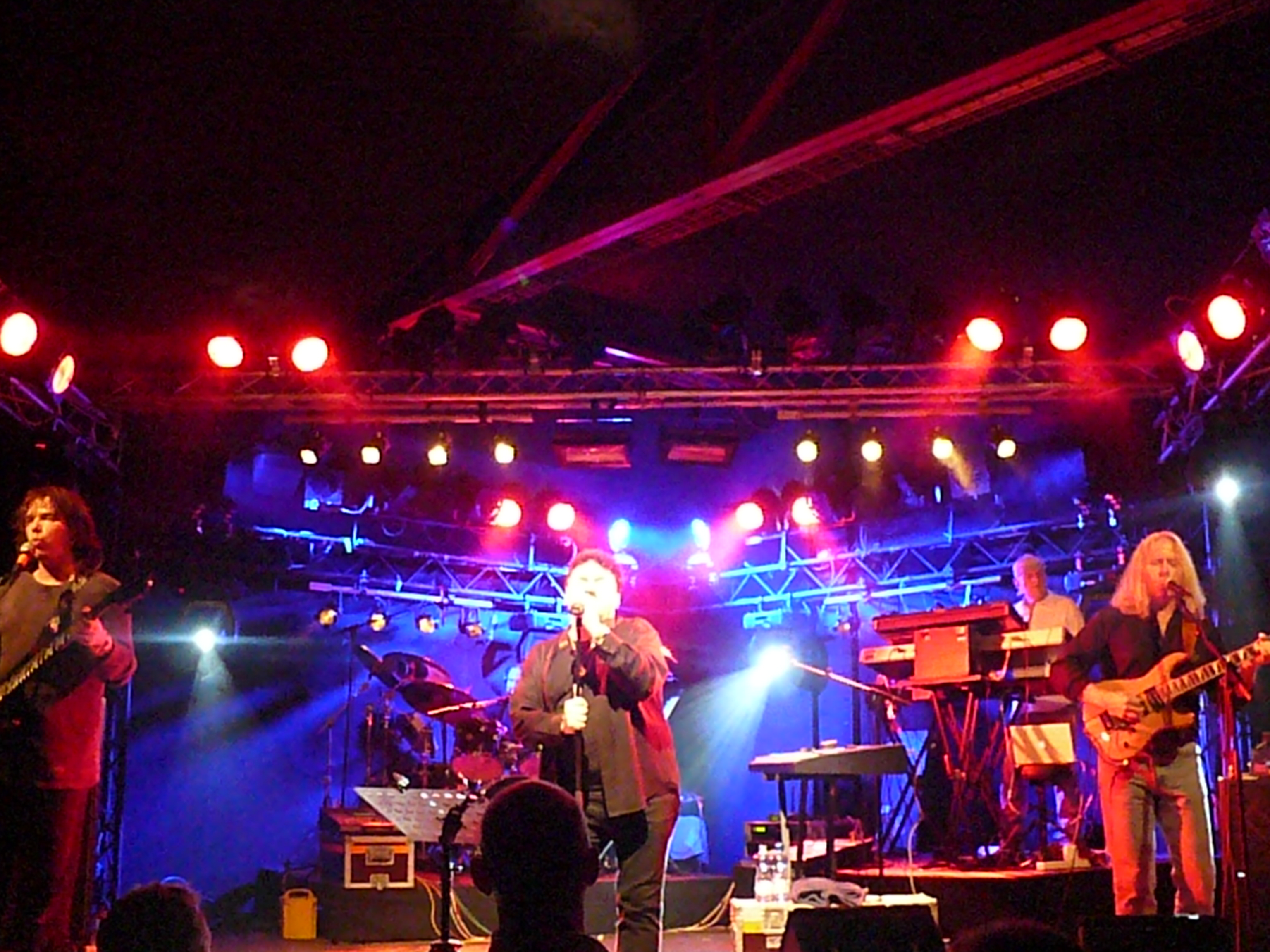
ルクセンブルク公演（2010年）

バンドは、ボビー・キンボールとサーカ（ビリー・シャーウッド、トニー・ケイ、ギタリストのジミー・ホーンとドラマーのジェイ・シェレンからなる）が、2009年初頭にイタリアのツアーで一緒に演奏する計画から生まれた。5人全員で「AKA」という名称を発表したが、これは後に「YOSO」（YESとTOTOを組み合わせた名称）に変更された。シェレンが他のプロジェクトで忙しくなり、以前にシャーウッドや元イエスのギタリスト、トレヴァー・ラビンと働いたことのあるルイ・モリノ3世が交代した。アルバムの録音は2009年に行われた。
2009年10月、メキシコにて3日間の演奏を行った。12月、シャーウッドは、バンドにジョディ・コルテスをドラムとして迎えたと発表した。また、彼らのマネージャーとしてデレク・シャルマン（元ジェントル・ジャイアント）を引っ張り出した。2010年初頭には、いくつかのライブを続けて行った。
2010年7月、フロンティアーズ・レコードから彼らの唯一となるデビュー・アルバム『エレメンツ -要素-』がリリースされた。また、それに伴うツアーのために、バンドは新しいラインナップを発表した。キンボール、シャーウッド、ケイに加わったのは、ドラマーのスコット・コナー（ジェネシスのトリビュートバンドのGabble Ratchet）と、ギタリストのジョニー・ブラーンズ（イエスのトリビュートバンドのRoundabout）だった。彼らのライブでは、TOTOのクラシック・ナンバー（主にグラミー賞6部門受賞アルバム『聖なる剣』から）や、イエスのクラシック・ナンバー（主にケイが演奏した『ロンリー・ハート』から）、そして彼らの新しいアルバムからの曲をミックスしたセットが演奏された。
2011年にバンドは解散し、ブラーンズはケイとシャーウッドのもう一方のバンド、サーカに、もう一度ジミー・ホーンと交代する形で加わった。

## メンバー
- トニー・ケイ (Tony Kaye) - キーボード (2009年–2011年)
- ボビー・キンボール (Bobby Kimball) - ボーカル (2009年–2011年)
- ビリー・シャーウッド (Billy Sherwood) - ベース、ボーカル (2009年–2011年)
- ジミー・ホーン (Jimmy Haun) - ギター (2009年–2010年)
- ジェイ・シェレン (Jay Schellen) - ドラム (2009年)
- ルイ・モリノ3世 (Lou Molino III) - ドラム (2009年)
- ジョディ・コルテス (Jody Cortez) - ドラム (2009年–2010年)
- ジョニー・ブラーンズ (Johnny Bruhns) - ギター (2010年–2011年)
- スコット・コナー (Scott Connor) - ドラム (2010年–2011年)

## ディスコグラフィ

### アルバム
- 『エレメンツ -要素-』 - Elements (2009年)